# Om du är usel och död och kall
Om du är usel och död och kall är en psalmtext av Anders Nilsson d.y. född 1849.

## Publicerad som
- Nr 29 i Kom (sångbok) under rubriken Frälsningen i Kristus.
- Nr 250 i Guds lov 1935 under rubriken Sånger om frälsningen.
- Nr 367 i Lova Herren 1988 under rubriken Frälsningens mottagande genom tron.